# Inger Gamburg
Ingeborg "Inger" Johanne Gamburg, född Mohr 25 januari 1892 i Holbæk, död 29 mars 1979 i Köpenhamn, var en dansk fackföreningsordförande, koncentrationslägerfånge och kommunistisk politiker.

## Uppväxt och arbetsliv
Inger Mohr växte upp i Holbæk på nordvästra Själland i en familj med sex syskon. Hon var dotter till smedgesällen August Andreas Søren Mohr och dennes hustru, manglerskan Ane Sofie Christensen. Fadern var socialdemokrat och blev partiets första ordförande i Holbæk och grundade den första lokala partiorganisationen, han blev också den första ordföranden för stadens smed- och metallarbetare. På grund av en arbetsolycka på arbetsplatsen Holbæk Jernstøberi dog han när Inger Mohr bara var två år gammal. Hans arbetskamrater samlade då in pengar till en mangel som de skänkte till hans änka för att hon skulle klara försörjningen. Till en början mottog familjen, som den enda hjälpen, två bröd med var en vikt på åtta pund i veckan. Familjens försörjning kunde dock säkras genom moderns arbete och gåvor av bröd upphörde. Inger Mohr fick i tidig ålder hjälpa sin mor med hushållsarbetet och som sexåring fick även för betalning (25 øre) utföra hushållsarbete för en äldre kvinna. Pengarna fick hon behålla själv, men var tvungen att spara dem. Modern dog sedan av lunginflammation när Inger Mohr var sexton år gammal och hon måste då ut och tjäna som hembiträde. Hon fick senare arbete på chokladfabriken Jensen og Møller i Köpenhamn, men lönen var låg, och hon arbetade därefter i sex år i bryggeriproduktionen på Tuborg. Under den tiden fick hon sitt enda barn, dottern Grethe som föddes 1916. Det var på Tuborg som hon, i samband med att en strejk tidigare hade utlysts bland de manliga anställda, var delaktig i en strejk bland de kvinnliga arbetarna 1918. Det var den första strejken bland de kvinnliga arbetarna, vilken hade utlysts av Mohr efter att hon hade råkat i konflikt med fackföreningsordföranden och den tillika socialdemokratiska folketingspolitikern Helga Larsen. Männens strejk resulterade i en löneförhöjning för endast männen (18 danska kronor mer i veckan) och inte för kvinnorna. När Helga Larsen på ett möte meddelade kvinnorna att de skulle återvända till arbetet utan löneförhöjning utlyste Mohr strejken för de kvinnliga arbetarna och åtta dagar senare tog de emot ett erbjudande om löneförhöjning. En kort tid därefter överlämnade produktionsledaren ett avskedsbesked till Mohr med orden ”Ni skall låta bli med att använda en sådan mun”. Hon fick ett erbjudande om ett feriearbete på bryggeriet, men hon avfärdade det. Hon fick därefter anställning på Hellesens Elementfabrik och arbetade där med att binda samman kol och grafit. År 1922 gifte sig hon med trälastarbetaren Abram Itzik Gamburg, som kom från staden Dvinsk (numera Daugavpils) i Lettland. Äktenskapet upplöstes 1933.

## Fackligt och politiskt arbete
Inger Gamburg blev tidigt medlem av avdelning 5, vilket var avdelningen för kvinnor inom metall- och järnindustrin, i fackföreningen Kvindeligt Arbejderforbund (KAD) och hon valdes till avdelningens sekreterare 1924. Från 1920-talet kom avdelningen att domineras av anhängare till kommunismen, vilket fick som följd att Gamburg lärde känna kommunisten Marie Nielsen. Tillsammans bildade de Arbejderkvinders Oplysningsforening, senare Arbejderkvindernes Oplysningsforbund (AO), i april 1925 med Gamburg som föreningens ordförande. Föreningen förde en radikal linje och drev ett antal fackliga och sexualpolitiska ståndpunkter, bl.a. kravet på fri abort. AO hade sin främsta medlemsplattform bland kvinnorna i KAD:s avdelning 5 och hade en kommunistisk inriktning. AO var således en organiserad och tungviktig opposition gentemot KAD:s förbundsledning, som var mer socialdemokratiskt präglad. Medlemmarna från AO kom att dominera platserna inom den 5:e avdelningens styrelse med fem av sju platser, vilket var avgörande för att Gamburg tilldelades ordförandeskapet för avdelningen 1926. Denna post bestred hon under en lång period och innehade den fram till 1965. Hon fortsatte dock att klättra upp i fackföreningens hierarki och år 1929 blev hon styrelsemedlem i KAD:s huvudstyrelse. Hon gjorde sig känd för sina, för den tiden, radikala ståndpunkter och för sin förmåga att förhandla. Hon var den första inom KAD som förde fram kravet om lika lön för lika arbete mellan könen. Det kom dock att dröja länge innan hon fick hela fackföreningen med sig på den frågan och det var först år 1945 som kravet blev en del av fackföreningens politiska program. Gamburg kom med tiden att få ytterligare en viktig allierad inom KAD. Det var den 5:e avdelningens ordförande för arbetslöshetsnämnden och tillika kommunisten, Ragnhild Andersen, som var en aktiv personlighet inom KAD och kom att bli en betydande politiker för Danmarks Kommunistiske Parti (DKP).
Gamburgs engagemang inom partipolitiken började 1928, då hon reste till Moskva för Röda Fackliga Internationalens kongress och därefter gick med i DKP. År 1930 reste hon, tillsammans med Marie Nielsen och en delegation av arbetarkvinnor, till Sovjetunionen. Samma år blev Gamburg medlem i DKP:s centralkommitté och under perioden 1931–1932 var hon även medlem i partiets politbyrå. Hon blev således DKP:s mest framträdande kvinna och åtnjöt stor respekt från den manliga delen partiet, som också dominerade partiet. År 1930 var hon också ledaren för sina förbundsmedlemmar, däribland Ragnhild Andersen, i en sex veckor lång strejk där krav lades fram om införandet av sex dagars sommarledighet, och att en överenskomst om en sådan också skulle omfatta alla förvärvsarbetande kvinnor, dvs. också minderåriga (personer under 16 år), sådana som annars inte omfattades av avtal. Detta var inte populärt inom den socialdemokratiskt dominerade huvudstyrelsen för KAD. Det fick som följd att Gamburg kom att råka i konflikt med KAD:s förbundsledare, Alvilda Andersen, då denna hade spärrat strejkkassan och Gamburg kallade hennes för en förrädare. Det resulterade i att Gamburg slängdes ut ur KAD:s huvudstyrelse och hon kunde inte återinträda förrän 1938.

## Fångenskapen och återkomsten
Då Danmark var ockuperat av Nazityskland var kommunister ett av nazisternas mål, särskilt efter att Molotov-Ribbentroppakten hade brutits. Efter att DKP hade förklarats som ett illegalt parti efter påtryckningar från Tyskland påbörjades arresteringar och internering av kommunister. Tillsammans med flera andra kommunister blev Gamburg arresterad i juni 1941 och förd till en polisstation för förhör. Därefter blev hon internerad i Vestre Fængsel. I augusti samma år dömdes hon efter den s.k. kommunisterloven av domaren Arthur Andersen till internering på obestämd tid. Därefter förflyttades hon tillsammans med sex andra kvinnor till det danska interneringslägret Horserødlägret, där en kvinnoavdelning hade upprättats. Efter att tyskarna hade tagit över lägret den 29 augusti 1943 deporterades Gamburg, tillsammans med bl.a. Ragnhild Andersen och 143 manliga interner, i oktober samma år till det tyska koncentrationslägret Stutthof utanför Danzig i dagens Polen. Hon sattes här i arbete med att reparera fångarnas kläder och blev under sin fångenskap återvald in absentia som ordförande för fackföreningen hemma i Danmark. Den 24 april 1945 fördes hon tillbaka till Danmark och hade då insjuknat svårt i fläcktyfus. Hon blev inlagd på Blegdams hospital och blev efter en tid friskare och återupptog sina förtroendeposter i KAD ett halvår efter sjukhusinläggningen. På KAD:s kongress 1946 blev hon invald till huvudstyrelsen och till fackföreningens verksamhetsutskott. Hon återtog dessutom sitt förtroendeuppdrag inom DKP:s centralkommitté och behöll det fram till och med 1955. Under perioden 1946-1958 var hon medlem av Köpenhamns borgarrepresentation för DKP och hon ställde flera gånger upp som partiets kandidat till Folketinget, dock utan att lyckas bli invald.